# (9513) 1971 UN
A (9513) 1971 UN a Naprendszer kisbolygóövében található aszteroida. Luboš Kohoutek fedezte fel 1971. október 26-án.